# Тифлисская улица
Тифли́сская улица — улица в Василеостровском районе Санкт-Петербурга. Проходит от площади Академика Сахарова до набережной Макарова.

## История
16 апреля 1887 года присвоено наименование Тифлисская улица (вокруг здания исторического факультета Университета, включая современные Тифлисский переулок и часть Биржевого проезда) по городу Тифлису в ряду улиц Васильевской полицейской части, названных по городам Кавказа.
В 1950-е годы выделен Тифлисский переулок, а улица сменила направление и продлена до набережной Макарова.

## Достопримечательности

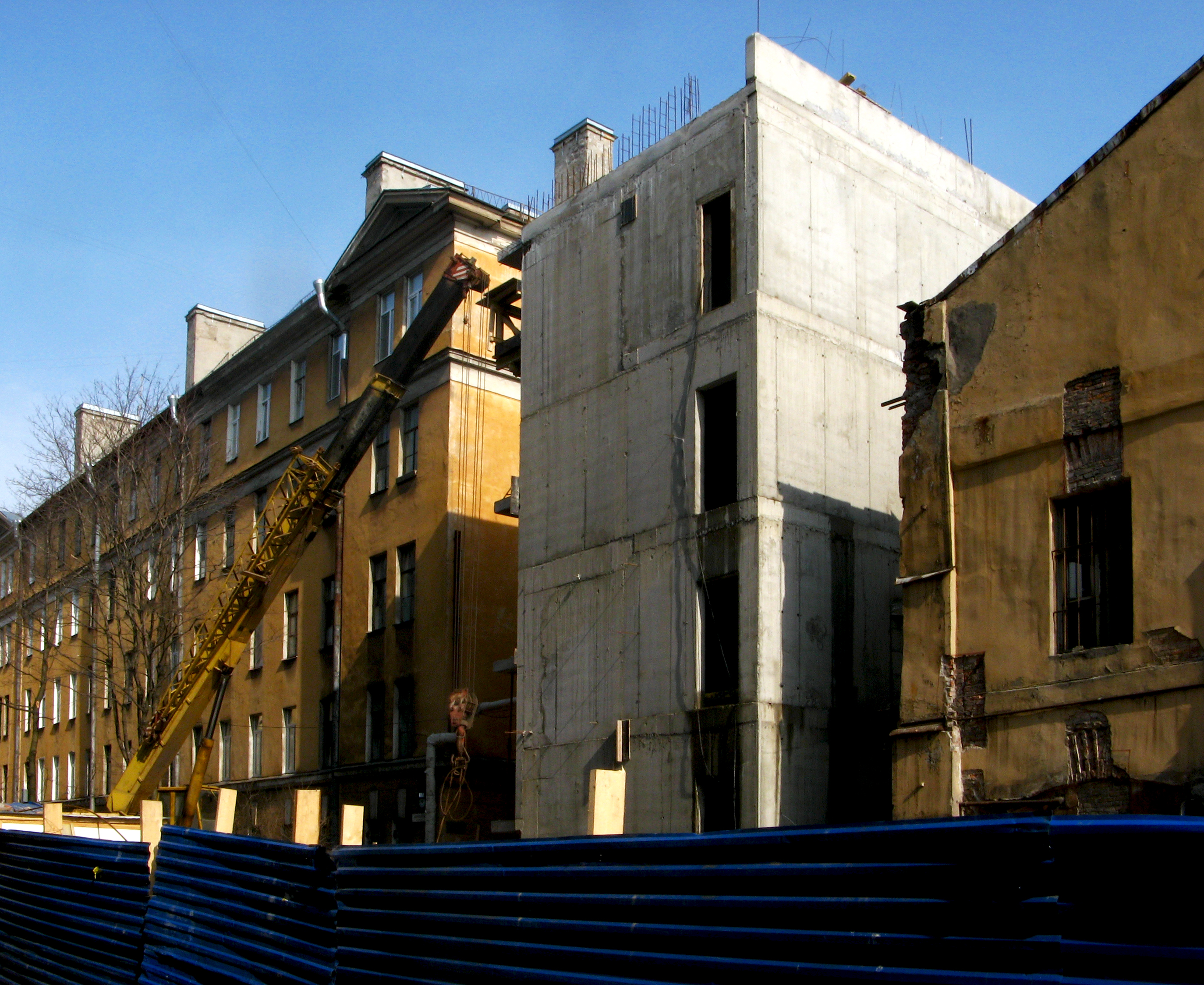
Уплотнительная застройка, расширение книгохранилища БАН

- Институт русской литературы (Пушкинский Дом) Российской академии наук
- Институт химии силикатов имени И. В. Гребенщикова РАН
- Институт физиологии им. И. П. Павлова РАН
- Исторический факультет Санкт-Петербургского государственного университета
- Памятник И. П. Павлову, открыт в 2004 году, скульптор А. Г. Дёма.
- Новобиржевой Гостиный двор